# 遠藤和夫
遠藤 和夫（えんどう　かずお、1957年 - ）は、日本の障害者雇用、若年雇用、高齢者雇用の専門家。日本経済団体連合会労働政策本部副本部長。

## 人物
1987年3月に中央大学法学部を卒業し、日本経営者団体連盟(日経連)に入職。1997年に日経連組織協力部課長代理。2002年5月に（社）日本経済団体連合会総務本部総務管理グループ副長（日経連と経団連の統合により名称変更）、2006年6月に同労政第２本部労働法制２グループ長。同年に日本経済団体連合会労政第二本部機会均等グループ長、2009年4月より同労働政策本部主幹、2016年より同労働政策本部統括主幹、2017年より同労働政策本部副本部長。
内閣府 障害者政策委員会委員として、障害者権利条約に基づく第1回政府報告案の作成に尽力した。
厚生労働省 改正障害者雇用促進法に基づく差別禁止・合理的配慮の提供の指針の在り方に関する研究会委員を務める。
厚生労働省労働政策審議会の障害者雇用分科会委員を務める。 
2000年5月28日、日本自動車部品工業会主催「最近の労働行政と今後の動向について(改正労働基準法、改正育児・介護休業法、改正労働者派遣法案など) 」で講演を行った。
2009年2月25日、三重県経営者協会の春季労使交渉セミナーで「2009 年労使交渉対応の考え方と具体策」の題で講演した。
2011年2月4日、富山県経営者協会主催の「2011年度 労使交渉セミナー～労使交渉に対する経営側の基本姿勢～」で「2011年春季労使交渉・協議に向けての経営側のスタンス」の題で講演した。
2015年12月13日、全日本ろうあ連主催の「企業のチャレンジ」でパネラーを務め、「改正障害者促進法と今後の障害者雇用」」の題で講演した。
2016年3月1日一般社団法人九州経済連合会主催の講演会において「若年労働者を取り巻く雇用情勢と経団連指針の役割」の題で講演した。日本経済団体連合会（経団連）が定めた就職採用ルールである「採用選考に関する指針」の解説を行った。
2017年1月25日、神奈川県経営者協会主催の春季労使交渉対策講演会で、「2017年の春季労使交渉・労使協議について」～「2017年版 経営労働政策特別委員会報告」および「2017年版 春季労使交渉・労使協議の手引き」を解説～」で講演した。
2017年2月27日、三重県経営者協会の春季労使交渉セミナーで「2017 年労使交渉対応の考え方と具体策」のテーマで講演した。